# ايمانويل دواه
ايمانويل دواه (بالإنجليزية: Emmanuel Duah)‏ هو لاعب كرة قدم غاني في مركز نصف الجناح، ولد في 14 نوفمبر 1975 في كوماسي في غانا. شارك مع منتخب غانا تحت 17 سنة لكرة القدم ومنتخب غانا تحت 20 سنة لكرة القدم ومنتخب غانا لكرة القدم. أما مع النوادي، فقد لعب مع أضنة دمير سبور وأونياو ليريا وإسكيشهرسبور وريال مايوركا وستاندارد لييج ونادي النجمة ونادي تورينو ونادي جل فيسنتي.

## وصلات خارجية
- ايمانويل دواه على موقع الاتحاد الدولي (مؤرشف)  (الإنجليزية)
- ايمانويل دواه على موقع اتحاد تركيا (لاعب) (الإنجليزية)
- ايمانويل دواه على موقع قاعدة بيانات كرة القدم.إي يو (الإنجليزية)
- ايمانويل دواه على موقع ناشيونال فوتبول تيمز (الإنجليزية)
- ايمانويل دواه على موقع أوليمبيديا (الإنجليزية)